# Fritz Crzellitzer
Fritz Crzellitzer (* 14. August 1876 in Berlin; † 7. Mai 1942 in Tel Aviv) war ein deutscher Architekt.

## Herkunft
Fritz Crzellitzer war Sohn des Breslauer Kaufmanns Emil Crzellitzer (1838–1901) und von Betty Weinberg (gestorben 1882). Fritz hatte eine ältere Schwester Rose (geboren 1874). Nach Bettys Tod heiratete sein Vater Adele Brutkiewitz (1862–1902), die Mutter von Fritz’ Halbbrüdern Erich (geboren 1885) und Hans (geboren 1888).
Emils Vater Simon Crzellitzer (1806–1878), der zunächst Konditor in Ohlau war, übersiedelte mangels beruflichem Erfolg nach Breslau. Simons erste Frau Amalie Joachimsohn (1810–1836) starb früh, ebenso ihr Sohn Jakob 1834 noch als Säugling und Tochter Dorothea (1832–1837) an Auszehrung. Seine zweite Frau Rosalie Friedländer (1811–1868) ist die Mutter von Emil und Siegfried (1839–1908), dem Vater des Augenarztes und Genealogen Arthur Czellitzer (1872–1943). Eine von Simon in Breslau gegründete Zuckerwarenfabrik wurde dort besonders für ihre „Brustkaramellen“ bekannt und beschäftigte zeitweilig bis zu 20 Arbeiter. Später wurde das durch Siegfried weitergeführte Unternehmen technisch von der mit Dampfmaschinen arbeitenden Konkurrenz überholt.
Emil kam nach jahrelanger Suche um eine feste Anstellung als vereidigter Makler zu einem großen Vermögen, u. a. als geheimer Beauftragter der Preußischen Regierung beim Aufkauf von Aktien im Zuge von Bismarcks Plänen zur Verstaatlichung der Eisenbahn, und als Händler an der Berliner Börse. Emil wohnte 1883 im Haus Sigismundstraße 3, eine Etage unter dem Maler Adolf Menzel, und besaß später das Haus Matthäikirchstraße 5.

## Leben
Fritz zeigte früh eine Begabung für Musik, Malerei und Bildhauerei. Auf Anraten des Vaters studierte er von 1894 bis 1896 Hochbau an der Technischen Hochschule Charlottenburg. 1904 heiratete er Martha Schoenflies (1877–1946), Tochter des wohlhabenden Zigarrenfabrikanten Georg Schoenflies, der sein Geschäft 1878 aus Landsberg an der Warthe nach Berlin verlegt hatte. Die Kinder von Martha und Fritz waren Franz (1905–1979), Robert (1907–1940) und Hedwig, genannt „Hete“, (1909–1957). Martha strebte zeitweise an, Opernsängerin zu werden, und auch die drei Kinder waren musikalisch und künstlerisch veranlagt. Franz, der nach Israel emigrierte, war ein bekannter Komponist. Robert starb bei einem Luftangriff in Frankreich und hinterließ seine Frau Ruth Neufeld und zwei Kinder. Hedwig arbeitete als Modezeichnerin erst in Frankreich, dann in Italien, wo sie den bekannten deutschstämmigen Rundfunkredakteur Vittorio Cramer (geb. 1907) heiratete und 1940 eine Tochter bekam.
Fritz strebte zunächst eine berufliche Karriere im Staatsdienst an und begann nach dem Studium und dem Referendariat ein Assessorat als Regierungsbaumeister. Später ließ er sich jedoch in Berlin als Privatarchitekt nieder. Zugleich war er als sachverständiger Gutachter für verschiedene Hypothekenbanken tätig.

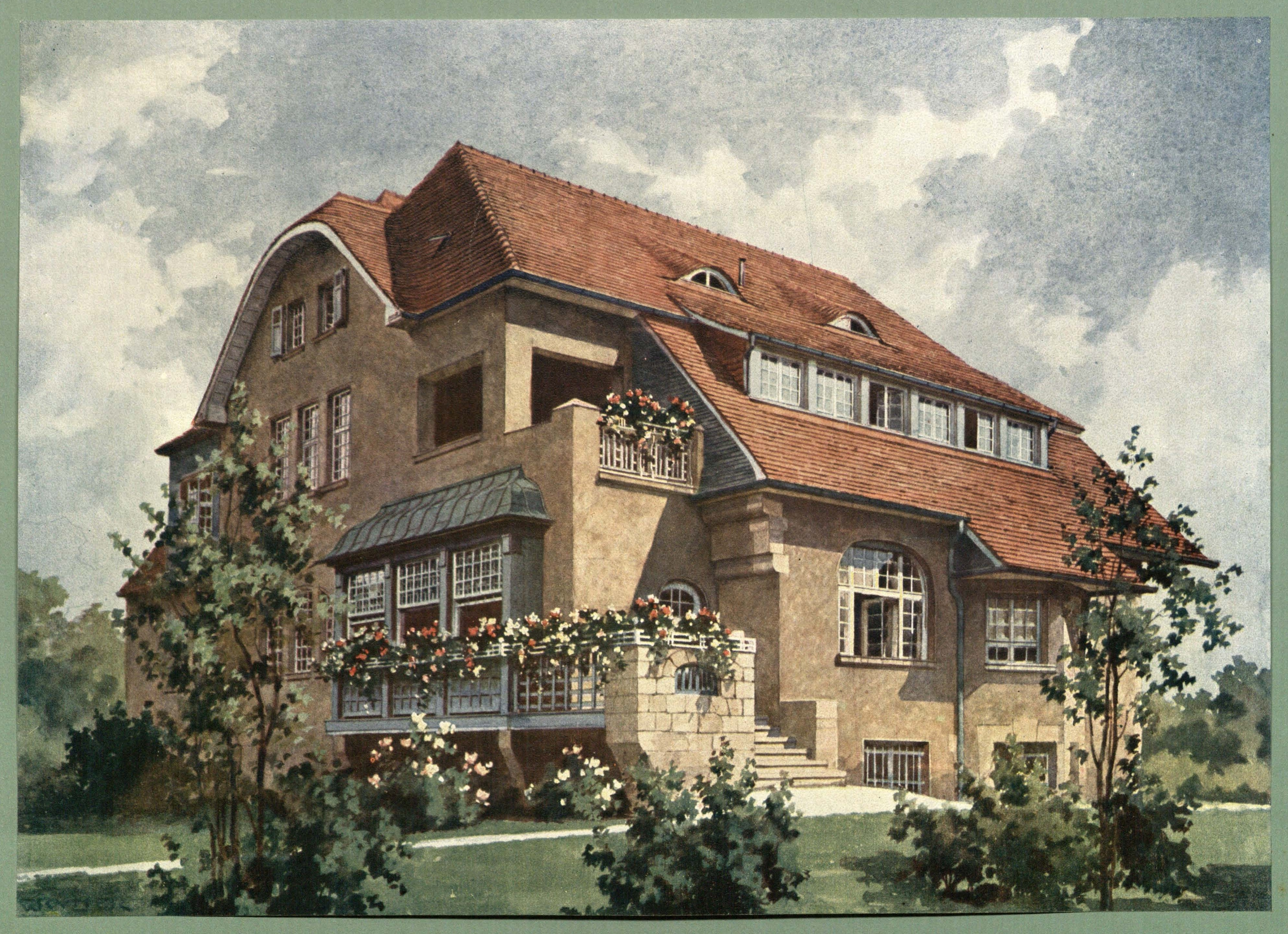
Villa Stubenrauchstraße 9 in Berlin-Zehlendorf, Aquarell 1910

1906 erwarb er ein Grundstück in Zehlendorf bei Berlin und baute dort im Stile von Hermann Muthesius eine große Villa für seine Familie und eine kleinere für seine Schwiegermutter. Sein in einem großen Garten gelegenes Wohnhaus besaß ein hohes Satteldach, einen Musiksaal im Erdgeschoss und ein Atelier im Obergeschoss. 1908 baute er den Marstall der Villa Thyssen in der Nähe des Stienitzsees in Hennickendorf bei Berlin. Eine Villa ähnlich seinem Wohnhaus entwarf Crzellitzer 1909 in Berlin-Lichterfelde für den befreundeten Maler Moritz Posener, den Vater des späteren Architekturhistorikers Julius Posener (1904–1996). Julius wurde vor Eintritt in die Schule zusammen mit den Crzellitzer-Kindern privat erzogen und war mit Franz und Robert auch dann befreundet, als sie das gleiche Realgymnasium besuchten.

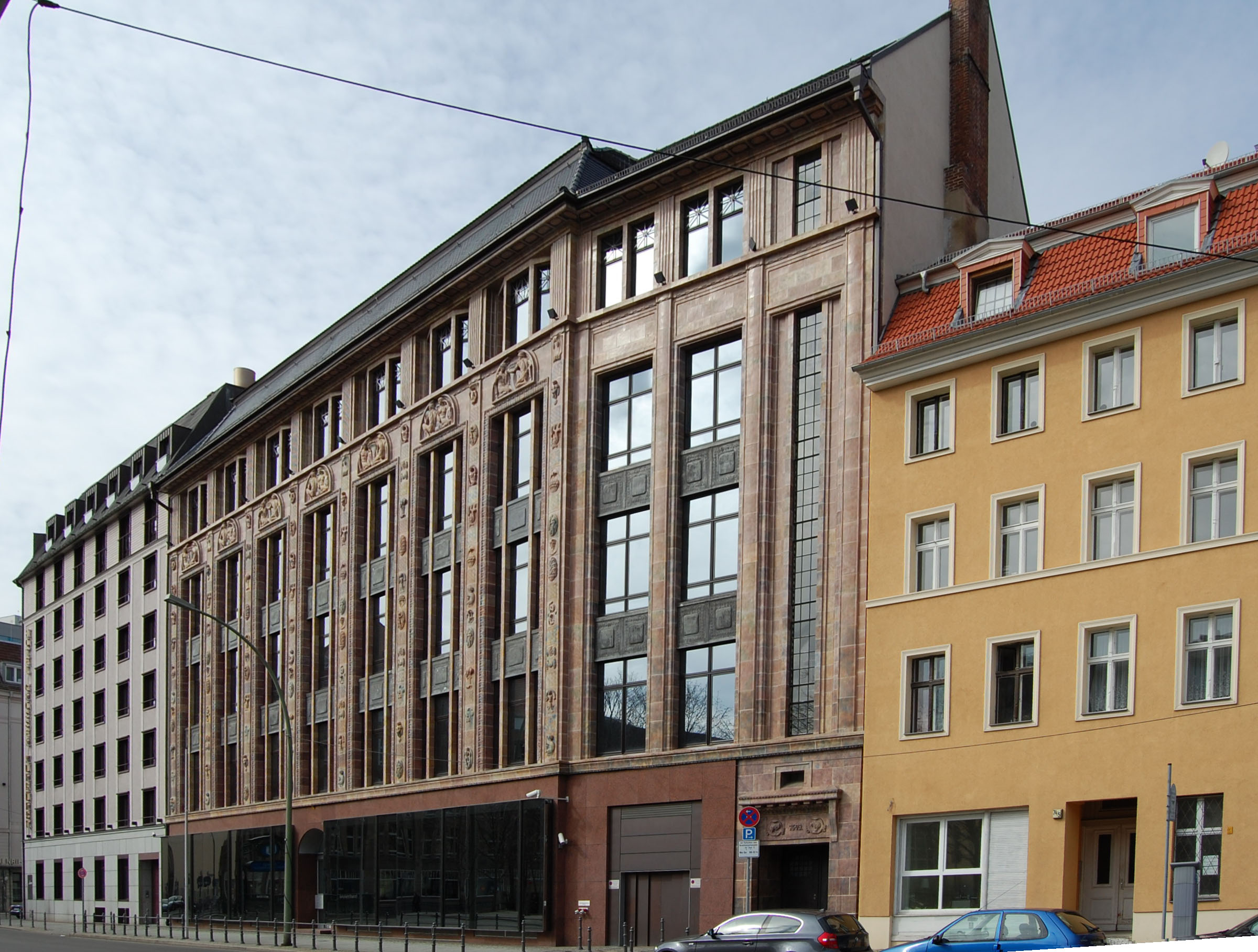
Australische Botschaft in Berlin, 2008

An der Berliner Wallstraße baute er 1912–1913 einen Gebäudekomplex mit eigenem Stichkanal zur Spree. In dem Gebäude saßen vor dem Krieg verschiedene Firmen, 1945–46 kurzzeitig das Zentralkomitee der KPD, 1946–1992 der Dietz Verlag und seit 2003 die Australische Botschaft. Crzellitzer entwarf zudem mehrere Villen am Griebnitzsee.
Über die familiären Verbindungen seiner Frau Martha erhielt er 1913 den Auftrag, in ihrer Heimatstadt Landsberg an der Warthe ein Volkswohlfahrtshaus zu bauen, das von dem Landsberger Unternehmer und Sozialreformer Max Bahr (1848–1930) gestiftet wurde. Das Gebäude umfasste eine Sporthalle, eine Bibliothek mit Leseraum und Vereinsräume für Jugendorganisationen. Es wurde bald im Ersten Weltkrieg als Lazarett und ab 1920 als Schule genutzt. Während des Zweiten Weltkriegs war der Innenhof Sammelplatz für die Landsberger Juden zum Transport in Konzentrations- und Vernichtungslager. Der niedrigere Trakt mit Turnhalle wurde im Zweiten Weltkrieg zerstört und an der Stelle später ein neues Schulgebäude errichtet. Der erhaltene Haupttrakt von Crzellitzers Ensemble wurde um- und ausgebaut und wird als Gebäude der Fachoberschule für Elektrotechnik „Henryk Sucharski“ genutzt.
In Charlottenburg bei Berlin entwarf Crzellitzer ein ca. 1917 fertiggestelltes Landhaus für den Ingenieur und Mathematiker Hans Jacob Reissner. Crzellitzer nahm am Ersten Weltkrieg als Soldat teil. Infolge des in den 1920er Jahren zunehmenden Antisemitismus gingen die Aufträge zurück, und die Tätigkeit als Gutachter trat für ihn in den Vordergrund.
1928–1930 baute er erneut in Landsberg ein öffentliches Hallenbad (Volksbad). Das Volksbad wurde ebenfalls von Max Bahr finanziert, der die Einweihung des Bades noch erlebte. Auch nach dem Zweiten Weltkrieg wurde das Gebäude als Badeanstalt genutzt und 2008 in eine Turnhalle für Tischtennis umgewandelt.
Seit 1930 litt Crzellitzer zunehmend an Herzbeschwerden, die bis 1938 mehrfach zu Schwächenanfällen führten und ihn monatelang am Ausgehen hinderten. Er entwarf auch die Pläne für das 1936 in Berlin-Zehlendorf fertiggestellte Haus des Pathologen Ludwig Pick, eines Cousins von Martha, wobei ein nichtjüdischer Architekt vorgeschoben wurde.
Im Sommer 1939 erwirkte Hedwig seine und Marthas Ausreise zu sich nach Italien. Wenige Tage später erhielten sie und alle anderen immigrierten Juden die Ausweisung aus Italien. Nachdem ihre Aufenthaltsgenehmigung wegen Fritz’ schlechtem Gesundheitszustand mehrfach verlängert worden war, reisten sie im März 1940 zu Franz nach Tel Aviv aus, wobei Martha auf dem Schiff eine fiebrige Blinddarmentzündung erlitt. Dort starb Fritz 1942. Seine Liedkompositionen hat Franz 1970 herausgegeben.

## Werk

### Bauten
- Landsberg an der Warthe (Gorzów Wielkopolski)
  - Volkswohlfahrtshaus, Ulica Dabrowskiego, 1913–1914
  - Volksbad, Ulica Wladislawa Jagielly, 1928–1930
- Berlin-Zehlendorf (vgl. auch Liste der Kulturdenkmale in Berlin-Zehlendorf)
  - kleinere Villa Stubenrauchstraße 7, 1906–1907
  - größere Villa Stubenrauchstraße 9, 1906–1907
  - Villa Stubenrauchstraße 12, 1928
  - Wohnhaus Pick, Kunzendorfstraße 20, 1936
- Wohnhaus Posener in Berlin-Lichterfelde, Baseler Straße 79, 1909
- Industriekomplex Wallstraße 76–79 in Berlin-Mitte, 1912–1913
- Marstall in Hennickendorf, Berliner Straße, 1908
- Landhaus Reissner in Berlin-Charlottenburg, Ortelsburger Allee 5 (ehemals Nr. 2), ca. 1917[5]

### Kompositionen
- Franz Crzellitzer (Hrsg.): Einundzwanzig Lieder. Mittellage, für Gesang und Klavier. 1. Auflage. Tel Aviv 1970, Robert Forberg, Bonn 1975